# Czyże (gmina)
Czyże (biał. гмiна Чыжы, hmina Čyžy) – gmina wiejska w województwie podlaskim, w powiecie hajnowskim. W latach 1975–1998 gmina położona była w województwie białostockim. W 2010 roku w gminie wprowadzono język białoruski jako język pomocniczy.
Siedziba gminy to Czyże.
Według danych z 30 czerwca 2004 gminę zamieszkiwało 2599 osób. Natomiast według danych z 31 grudnia 2017 roku gminę zamieszkiwały 2034 osoby.
Według danych z 31 grudnia 2019 roku gminę zamieszkiwało 1960 osób.

## Struktura powierzchni
Według danych z roku 2002 gmina Czyże ma obszar 134,2 km², w tym:
- użytki rolne: 86%
- użytki leśne: 7%

Gmina stanowi 8,27% powierzchni powiatu.

## Demografia

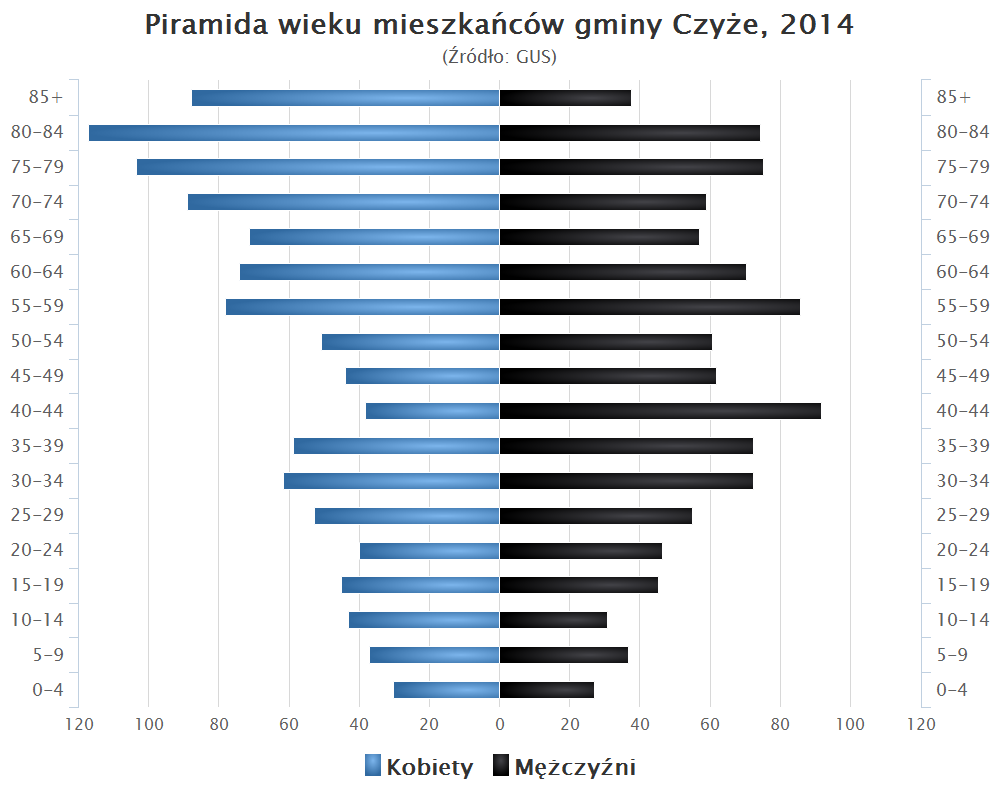
Piramida wieku mieszkańców gminy Czyże w 2014 roku

Dane z 31 grudnia 2017 roku.
| Opis                              | Ogółem | Ogółem | Kobiety | Kobiety | Mężczyźni | Mężczyźni |
| --------------------------------- | ------ | ------ | ------- | ------- | --------- | --------- |
| jednostka                         | osób   | %      | osób    | %       | osób      | %         |
| populacja                         | 2 034  | 100    | 1 039   | 51,1    | 995       | 48,9      |
| gęstość zaludnienia (mieszk./km²) | 15     | 15     | 8       | 8       | 7         | 7         |

## Skład narodowościowy
Zgodnie z wynikami Narodowego Spisu Powszechnego z 2011 roku Czyże to gmina z największym w Polsce odsetkiem ludności należącej do mniejszości narodowej. Narodowość białoruską zadeklarowało tu 76,5% mieszkańców. Jest to jednocześnie spadek o ponad 5% w stosunku do wyników spisu z 2002 r.

## Religia
Mieszkańcy gminy są głównie wyznania prawosławnego, na terenie gminy mieszczą się trzy parafie prawosławne: w Czyżach, w Kuraszewie i w Klejnikach.

## Preferencje polityczne
W wyborach parlamentarnych w 2007 w gminie Czyże zwyciężyło Polskie Stronnictwo Ludowe (41,3%), tuż przed komitetem Lewica i Demokraci (41,1%). Najniższe w kraju poparcie w skali gminy zanotowało tu natomiast Prawo i Sprawiedliwość. Za tą partią opowiedziało się jedynie 12 głosujących (1,4%).
Podczas wyborów prezydenckich w 2010 gmina Czyże cieszyła się najwyższym w kraju poparciem dla kandydatury Bronisława Komorowskiego. Swój głos oddało tu bowiem na niego 93,01 proc. wyborców. Już jako prezydent, Bronisław Komorowski odwiedził Czyże 19 sierpnia 2011 w drodze powrotnej ze świętej Góry Grabarki, gdzie uczestniczył w obchodach prawosławnego święta Przemienienia Pańskiego.
Podczas wyborów parlamentarnych w 2015 w gminie Czyże padł kolejny rekord, tym razem odnotowano tu najniższe w Polsce poparcie dla partii Prawo i Sprawiedliwość, które wyniosło zaledwie 5,13 proc. głosów.

## Sołectwa
Czyże, Hukowicze, Kamień, Klejniki (sołectwa: Klejniki I i Klejniki II), Kojły, Kuraszewo, Lady, Leniewo, Łuszcze, Morze, Osówka, Podrzeczany, Rakowicze, Sapowo, Szostakowo, Wólka, Zbucz.
Miejscowości podstawowe bez statusu sołectwa:  Leszczyny, Podwieżanka.

## Sąsiednie gminy
Bielsk Podlaski, Dubicze Cerkiewne, Hajnówka, Narew, Orla